# Université d'État de San José
L'université d'État de San José (en anglais : San José State University, couramment appelée San José State ou SJSU) est le campus initial de l'université d'État de Californie.

## Sport
En sport, les San Jose State Spartans défendent les couleurs de l'université au sein de la Mountain West Conference, en division I FBS de NCAA.
La ville de San José fut de plus baptisée « Speed City » (« Ville de la vitesse ») à la suite du passage de Tommie Smith, Lee Evans et John Carlos parmi les étudiants de cette université.

## Écoles et collèges
- Lucas College and Graduate School of Business

## Personnalités liées à l'université

### Professeurs
- Adrienne Rich, poète, essayiste, théoricienne féministe et LGBT

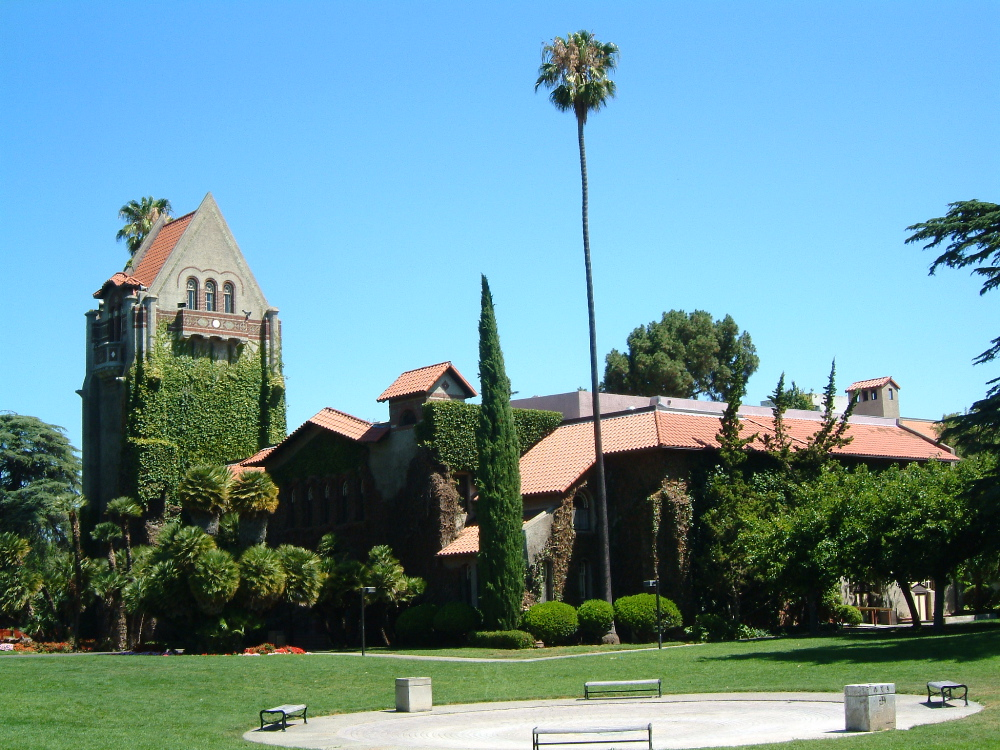
Université d'État de San José.